# Epizeuxis butleri
Epizeuxis butleri là một loài bướm đêm trong họ Noctuidae.